# Refugios antiaéreos de Torrebaja
Los refugios antiaéreos de Torrebaja fueron construcciones defensivas ubicadas en este municipio de la provincia de Valencia (Comunidad Valenciana, España).
Construidos durante la Guerra civil española, para el abrigo de la población civil y militar ante los bombardeos aéreos del Bando nacional, con motivo de hallarse en Torrebaja el Estado Mayor del XIX Cuerpo de Ejército republicano, los servicios de comunicaciones, postales y de intendencia, y el Hospital Militar, más conocido como Hospital de Sangre.

## Reseña histórica
El 18 de julio de 1936 tuvo lugar la sublevación militar derechista contra la II República Española, y el 20 de julio Teruel se alineó con los sublevados; ante la presión de las columnas milicianas, las dotaciones rurales de la Guardia Civil se replegaron hacia la capital. Durante las semanas restantes de julio y agosto tuvo lugar la denominada «guerra de columnas», «sin líneas de frentes fijos». Los municipios meridionales de la capital turolense, incluidos los del valenciano Rincón de Ademuz, quedaron en manos de la República.
Las primeras tropas milicianas que aparecieron por la comarca, camino de Villel, fueron las de la Columna Peire (formada inicialmente por soldados profesionales, a los que se añadieron milicias del POUM y de Izquierda republicana), y la Columna Eixea-Uribe (inicialmente conocida como Columna Pérez-Uribe), formada por milicianos socialistas y comunistas de Cuenca y Valencia, al mando del diputado comunista José Antonio Uribes (1911-1974): dicha columna estuvo finalmente comandada por el también comunista teniente coronel Manuel Eixea Vilar (1881-1939), con sede en Torrebaja.
Pasaría más de un año antes de que en este frente se establecieran «líneas continuas de combate», siendo escaso «el potencial de fuego» empleado por ambos bandos. No obstante, cabe reseñar la existencia de algunos combates en los alrededores de Teruel (diciembre de 1936 y abril de 1937), cuando unidades milicianas ocuparon Bronchales y Celadas. Hubo también algunos combates en la zona de Portalrubio, a cargo de milicias anarquistas.
En agosto de 1937 tuvo lugar la reorganización de las fuerzas republicanas del frente de Teruel, se creó el Ejército de Levante (Bando republicano), bajo el mando del coronel Juan Hernández Saravia. El Ejército de Levante estaba formado por el XIII Cuerpo de Ejército, con puesto de mando en Alfambra y el XIX Cuerpo de Ejército, con puesto de mando en Torrebaja. Entre ambos Cuerpos de Ejército cubrían los frentes norte y sur de Teruel.
En noviembre de 1937, las necesidades bélicas y estratégicas del mando republicano pusieron la atención sobre Teruel, circunstancias que culminarían en la Batalla de Teruel, siendo este momento, junto con la contraofensiva nacional para la recuperación de Teruel, el de mayor actividad de este sector del frente.
Torrebaja era en los años treinta una pequeña población de menos de mil habitantes-, por lo que llama la atención que albergara cuatro grandes refugios durante la Guerra Civil. La explicación está en su estratégica situación, al borde de la carretera N-420 de Cuenca a Teruel (a 36 km de la capital aragonesa), siendo la plaza militar donde su ubicó el mando de la Columna Pérez-Uribe, y posteriormente, a partir de agosto de 1937, el mando del XIX Cuerpo de Ejército, con toda su infraestructura: oficinas administrativas y de comunicación (servicio postal y de transmisiones), intendencia, Hospital de Sangre, etc.-

## Ubicación y descripción
Los refugios antiaéreos de Torrebaja fueron proyectados por la Comandancia Principal de Ingenieros del XIX Cuerpo de Ejército, entre mayo y julio de 1938. En su construcción participaron vecinos del lugar y soldados del Batallón de Obras y Fortificaciones del citado Cuerpo de Ejército. Se hicieron cuatro grandes refugios, las obras se llevaron a cabo en la primavera y verano de 1938:-
- Refugio de la Iglesia: situado en la zona sur-oriental de la población, bajo la antigua Iglesia Parroquial. Estaba formado por dos galerías paralelas, en orientación este-oeste y otra en poción norte-sur, y poseía cuatro bocas: una en la calle Arboleda, en su confluencia con la calle del Rosario (norte), otra al fondo de la plaza de la Iglesia y dos en la calle del Cantón, por debajo de la plaza Rey Don Jaime (más conocida como La Replaceta).

- Refugio de San Roque: situado en la zona noroccidental de la población, en la aldea-barrio de Los Pajares (entonces perteneciente al término de Castielfabib), labrado bajo la Ermita de San Roque. Estaba formado por una galerías en forma de -C y poseía dos bocas: ambas situadas en la vertiente oriental del talud sobre el que se alza la ermita.[13]

- Refugio del Estado Mayor (conocido como El Búnker): situado en la zona septentrional de la población, al comienzo de la actual calle de Valencia (entonces una zona de huertos), en la prolongación septentrional de la calle Zaragoza, cruce con la calle San Roque, lo que la sitúa en las proximidades de las oficinas del Estado Mayor del XIX Cuerpo de Ejército. Se trataba de una gran estructura de cemento armado, parcialmente bajo tierra, poseía forma de pirámide truncada, con entradas en ángulo y un gran espacio interior. Estaba destinado al personal civil y militar del Estado Mayor, aunque cualquiera podía cobijarse en él.

- Refugio del Hospital Militar: situado en la zona septentrional de la población, frente al Hospital de Sangre, junto a la carretera N-420 de Cuenca (España) a Teruel. El Hospital se hallaba en la margen izquierda de la vía, dirección Teruel, y el refugio en la margen derecha. Estaba construido en cemento armado, con un pasillo en forma de -7 (con 3 metros de ancho por 15 o 20 de largo). Sobre el techo de cemento había una cobertura de tierra y troncos de pinos formando varias tongadas. Aunque destinado básicamente a los enfermos y personal del centro sanitario, caso de bombardeo cualquiera podía cobijarse.

Los refugios de la Iglesia Parroquial y de la Ermita de San Roque estaban labrados en la tierra arcillosa propia de la zona, bajo capas de piedra arenisca, ambos estuvieron entibados con troncos de pino local. Los refugios del Estado Mayor y del Hospital estaban construidos con cemento armado, el primero parcialmente bajo tierra y el segundo con cobertura de capas alternas de tierra y troncos de pino.
Cabe reseñar también la existencia de otros dos refugios en la aldea de Torrealta, labrados en la ladera occidental del cerro donde asienta la población -entre la calle del Remedio y la de acceso al cementerio (calle Eras de Torrealta). Según consta por el testimonio de Francisco Provencio Garrido (1924-2019):

«[..] uno de ellos donde ahora está el campo de fútbol -por encima de la casa del cura- y otro mayor un poco más arriba, ya en las eras, que tiraba contra la ladera -por debajo de la casa de Bienvenido el de Mas del Olmo-. Ambos refugios tenían dos bocas, una de entrada y otra de salida, por si se hundía alguna que pudiera salir la gente... [...], estaban muy bien construidos, entibados con pinos que trajeron del Rodeno y preparados en la serrería del tío Román [...] Los refugios los empezaron a construir trabajando por las dos bocas a la vez, y me acuerdo cuando ambos equipos coincidieron: ¡Hoy nos encontramos! –decían los trabajadores, y se encontraron. [...] aquí en la aldea no bombardearon nunca, aunque cayeron un par de bombas por delante del cementerio, una arriba y otra un poco más abajo; los aviones regresaban de bombardear en Torrebaja, y en esa misma batida, de vuelta para Teruel, dejaron caer algunas bombas en Mas de Jacinto, una por el puente donde la gasolinera del tío Caseto y otra más hacia arriba, allí mataron a varios soldados que se habían refugiado en una alcantarilla...».
Francisco Provencio Garrido, natural y vecino de Torrealta, Alfredo Sánchez Garzón

## Uso posterior de los refugios
Después de la Guerra Civil, el Refugio de la Iglesia se clausuró en sus bocas de la calle Arboleda y plaza de la Iglesia permaneciendo abiertas durante décadas las correspondientes al Cantón. Dicho refugio fue redescubierto en 2018, con motivo de obras de pavimentación de varias calles entorno de la iglesia. La boca de la calle Arboleda conserva en perfecto estado los escalones de cemento y el encofrado original, habiendo perdido, sin embargo, los atoques de madera que poseía.
En cuanto al Refugio  de San Roque, se clausuró la boca existente junto a la calle de subida a la ermita por Las Eras, permaneciendo abiertas durante décadas las de la parte septentrional del talud; en algún momento antes de su clausura, parte del refugio se utilizó como local para el cultivo del champiñón. Finalmente, el solar frente al refugio se valló y las bocas se tapiaron. El bunker del Estado Mayor fue demolido por el Ayuntamiento en la posguerra inmediata, para aprovechar el hierro de la estructura.
Respecto a los refugios antiaéreos de Torrealta, después de la guerra los vecinos se llevaron la madera de los entibados, y se abandonaron.
En la actualidad se conserva, aunque solo parcialmente, el refugio labrado bajo la Iglesia Parroquial, redescubierto en 2018, con motivo de ciertas obras de pavimentación en el entorno del templo, calle Arboleda, calle del Rosario, plaza y calle de la Iglesia. Tras el descubrimiento del refugio, la calle se pavimentó dejando en el piso de la calle un marco metálico de acceso a la galería de la calle Arboleda, con la intención de rehabilitarlo en el futuro.

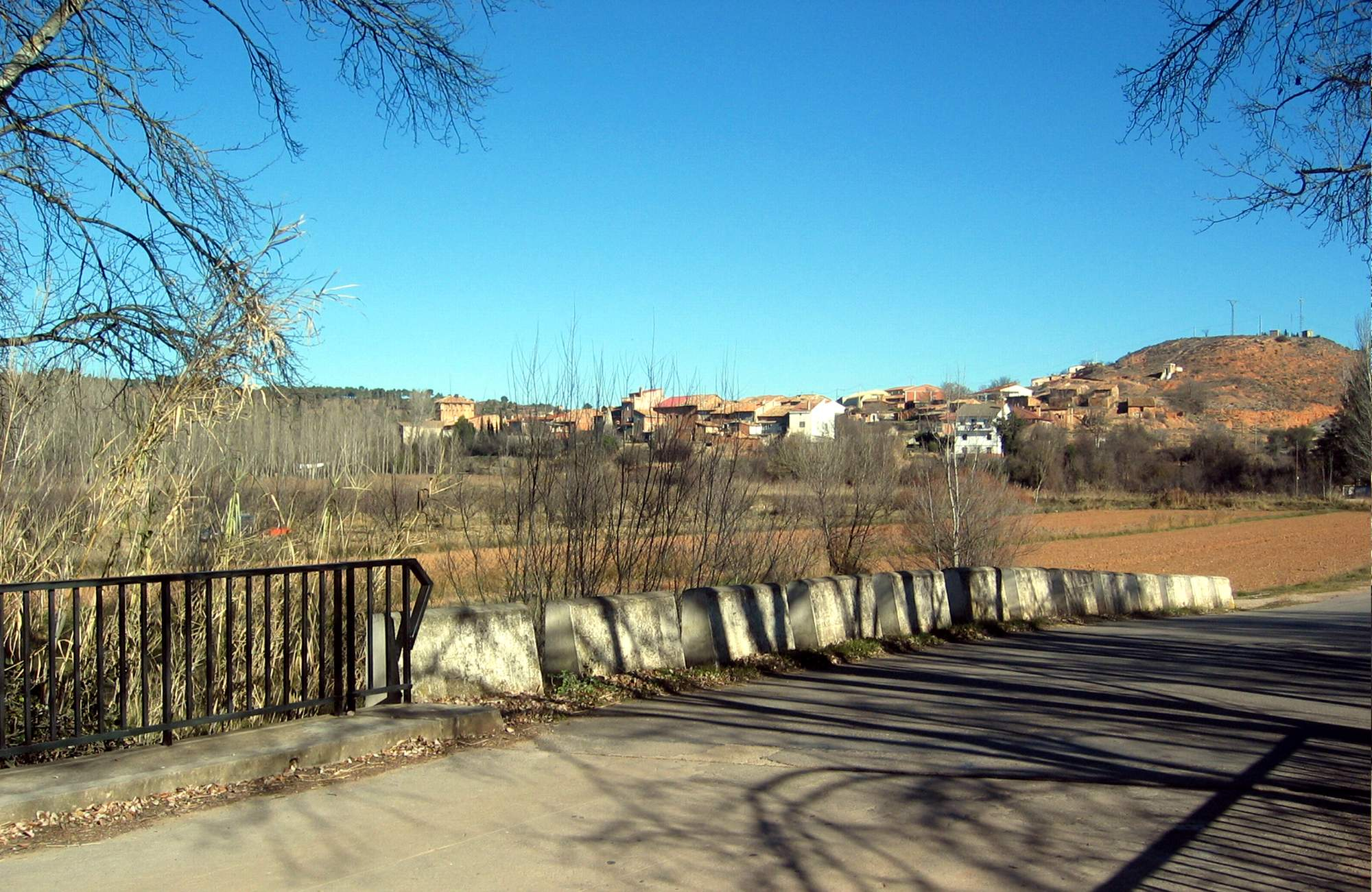
Vista parcial de Torrealta, desde el puente sobre el río Turia (2012)
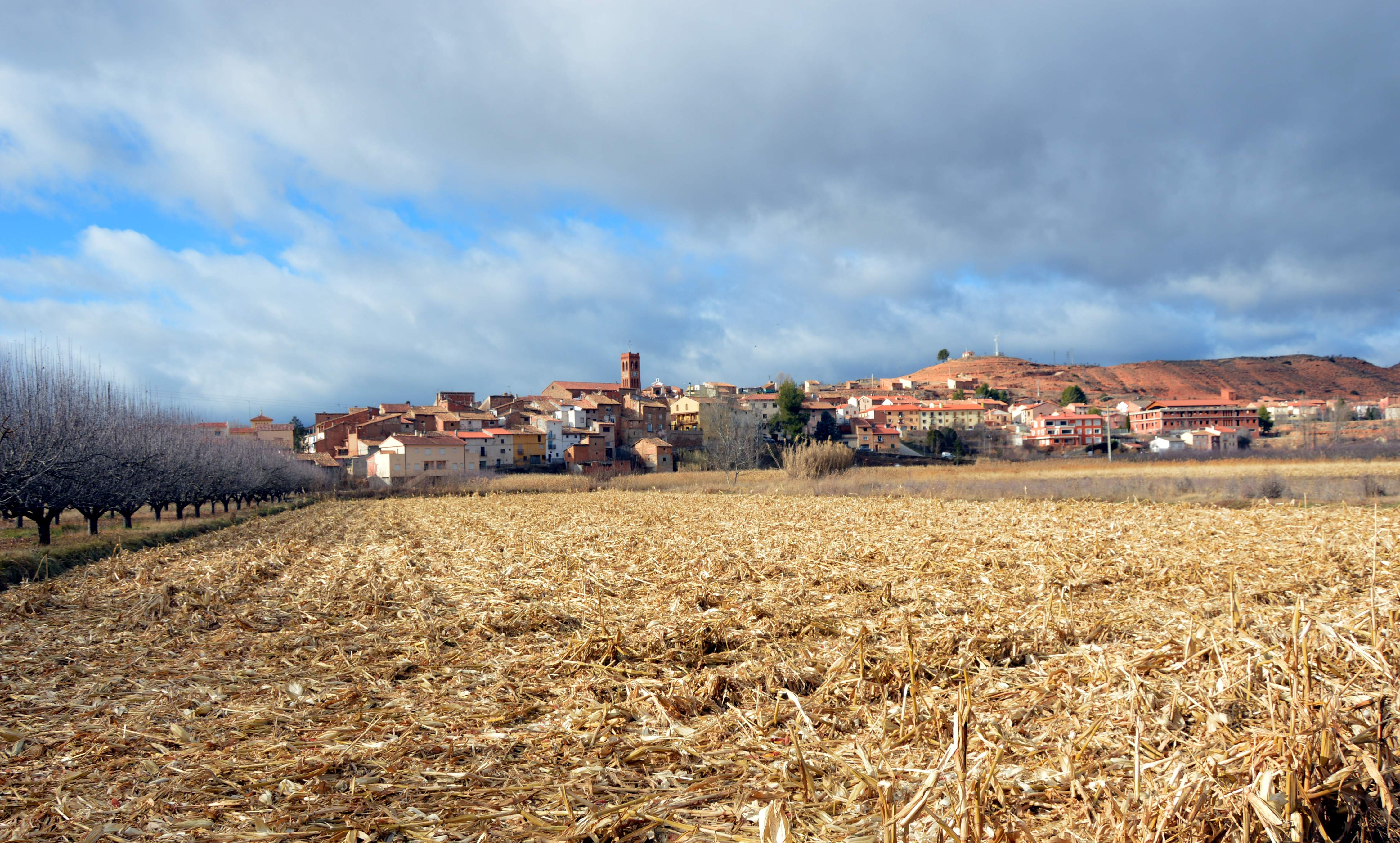
Vista parcial de Torrebaja, desde la partida del Rento (2017)